# Picasso (gruppo musicale)
Picasso (ピカソ?, Pikaso) è una rock band giapponese che ha debuttato nel 1984 con Honki! Tricky Lady. In 1986, il loro suono sperimentale gli ha dato vasta popolarità tra i fan degli Anime grazie alle loro canzoni Cinema e Fantasy, entrambe usate come sigla della serie Maison Ikkoku.
Dopo non aver più fatto uscire nuove canzoni dal 1995, nel 2000 il gruppo ha firmato per la Metronom Records con il compito della gestione di nuovi talenti.

## Componenti
- Tetsuya Tsujihata (辻畑 鉄也?, Tsujihata Tetsuya). Voce, chitarra. Nato il 29 febbraio 1956 a Ube, nella Prefettura di Yamaguchi. È laureato presso l'Università Keio.
- Junji Azuma (東 純二?, Azuma Junji). Basso. Nato il 1º dicembre 1956 a Setagaya, uno dei quartieri speciali di Tokyo. È laureato presso l'Università del Tokai.
- Hideharu Mori (森 英治?, Mori Hideharu). Tastiere. Nato il 26 febbraio 1958 nella Prefettura di Osaka. Il suo fratello maggiore è il paroliere Yukinojō Mori.

## Discografia

### Singoli
- Honki! Tricky Lady (21 settembre 1984)
- Tide (21 gennaio 1985)
- Cinema (21 agosto 1985, sigla finale di Maison Ikkoku)
- Fantasy (1 novembre 1986, sigla finale di Maison Ikkoku)
- Sayonara no Sobyō (25 maggio 1987 May 25, 1987, sigla finale di Maison Ikkoku)
- Begin the Night (25 settembre 1987, sigla finale di Maison Ikkoku)
- On the Road (21 marzo 1988, usato in una pubblicità della Esso)
- Taiyō dake ga Shitteita (25 maggio 1989)
- Shout (25 gennaio 1990, colonna sonora del Dorama trasmesso dalla Fuji TV Aitsu ga Trouble)
- Cinema '90 25 aprile 1990
- Tsukiyo ni Dance 25 luglio 1990
- Boku no Hitomi no March (17 luglio 1992, usato in una pubblività della Epson)
- A Piece of Love (colonna sonora del film di Ranma ½ Nihao My Concubine)
- My Back Page (1 settembre 1993, usato per lo show della NTV Arashi no Naka no Ai no you ni)
- Ashita no Kaze (25 agosto 1994, usato per una pubblicità dell'Istituto Educativo Nissin)
- Breakfast Newspaper (25 febbraio 1995)
- Parade: Breakfast Newspaper 2 (25 giugno 1995)

### Album
- Picasso (21 agosto 1985)
- Diamond no Tsuki (21 agosto 1986)
- Cinema (21 dicembre 1986, raccolta))
- Photograph (25 maggio 1987)
- Marmalade Kids (25 luglio 1989)
- 12-iro no Hammer (25 agosto 1989)
- Seize (15 novembre 1990, raccolta)
- Vertigo (11 agosto 1993, soundtrack per lo show della NTV Arashi no Naka no Ai no you ni)
- Early Best '84-'86 (1 ottobre 1993, raccolta)
- Champion no Nostalgie (24 settembre 1994)
- Shopping List (25 settembre 1995, raccolta)
- Shopping List 2 (26 giugno 1996, raccolta)
- Warau Rakuda (20 giugno 2000, live)
- Warau Rakuda (20 giugno 2000, raccolta)
- Garam Masala (9 agosto 2000)
- Hammer Makers (1 dicembre 2000)
- Present for Lovers (10 maggio 2001)
- Spice (4 ottobre 2002)